# فاكر (ألبوم)
خامس ألبومات الفنان المصري الراحل عامر منيب, تم إصداره في صيف عام 1999. يعد هذا الألبوم أكبر طفرة و انطلاقة لنجومية عامر منيب; لما يتضمنه الألبوم من أغاني ذات توزيعات و إيقاعات شبابية جذبت الملايين من الجمهور مما حقق نسبة مبيعات ليست بالهينة، بالإضافة إلي أنه قد أدَّى إلى ظهور عامر منيب في الأفراح و الحفلات الخاصة و حفلات الLIVE الشبابية.

## قائمة الأغاني
- 1. لِيه : كلمات هاني الصغير والحان وليد سعد وتوزيع عمرو عبد العزيز
- 2. و أّخرِتها إيه : كلمات الدسوقي فتحي الحان حسن صديق توزيع عمرو عبد العزيز
- 3. مِين يِشغِلنِي : كلمات محمد رفاعي والحان شريف تاج وتوزيع عمرو عبد العزيز
- 4. فاكِر (تم تصويرها) : كلمات مصطفى كامل والحان رياض الهمشري وتوزيع عمرو عبد العزيز
- 5. حَبِّيت : كلمات أحمد فوزي والحان وليد سعد وتوزيع عمرو عبد العزيز
- 6. رُوح يا حَبيبي : كلمات مصطفى كامل والحان رياض الهمشري وتوزيع عمرو عبد العزيز
- 7. سَلامات : كلمات محمد رفاعي والحان شريف تاج وتوزيع حميد الشاعري
- 8. لِيك و لوَحدَك : كلمات محي حوار والحان عامر منيب وتوزيع عمرو عبد العزيز